# František Milička
František Milička (3. srpna 1885 Bojkovice – 23. března 1942 Koncentrační tábor Mauthausen) byl československý legionář, učitel a odbojář z období druhé světové války.

## Život

### Mládí, první světová a ruská občanská válka
František Milička se narodil 3. srpna 1885 v Bojkovicích čp. 247 do rodiny Jana Miličky a jeho manželky Josefy, roz. Hradské. Vystudoval Zemskou vyšší reálku v Uherském Brodu, kde maturoval v roce 1905, a poté učitelský ústav v Polské Ostravě. V letech 1906 a 1907 absolvoval roční důstojnický kurz v Krakově. Do vypuknutí první světové války působil jako učitel na obecných školách v Hradčovicích a Drnovicích. V květnu 1912 se oženil s Annou Liškovou, v dubnu 1914 se manželům narodila dcera. Dne 10. září 1914 byl v rámci c. a k. 90. pěšího pluku v hodnosti poručíka odeslán na ruskou frontu, kde 2. listopadu téhož roku padl do zajetí. Přijat do československých legií byl v červenci 1917, absolvoval sibiřskou anabázi, zúčastnil se bojů u Novosibirsku a Nižněudinsku. Přes Vladivostok a Terst se v roce 1920 vrátil do Československa.

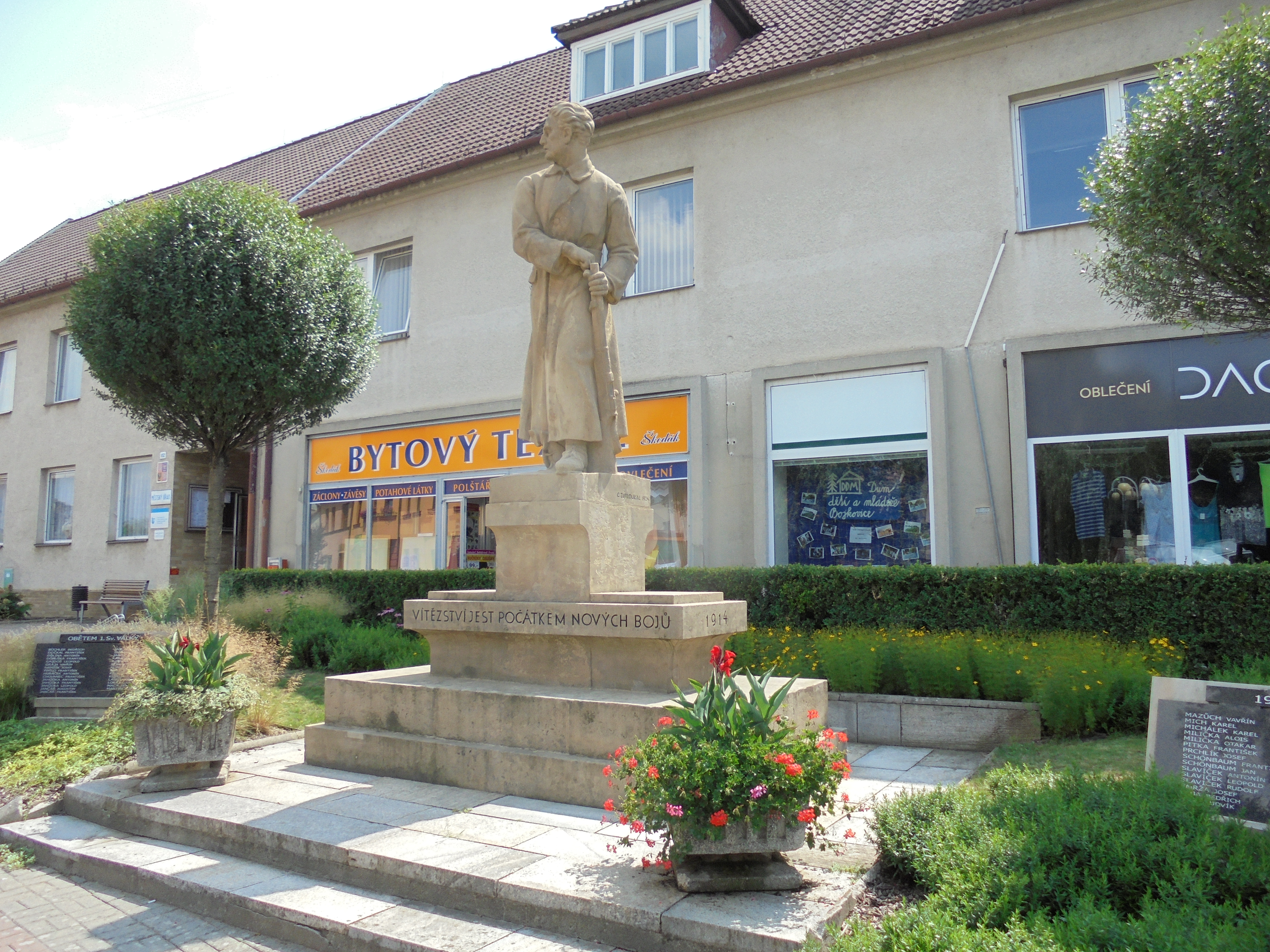
Socha Svobody v Bojkovicích

### Mezi světovými válkami
František Milička po návratu do vlasti nezůstal u armády, nevyužil ani nabídky diplomatické služby a vrátil se k učitelské profesi. Učit začal v roce 1920 na obecné škole v Bojkovicích, mezi lety 1921 a 1927 pokračoval tamtéž na smíšené měšťanské škole. Mezi lety 1927 a 1935 působil na obecné škole v Krhově, kde byl ustanoven řídícím učitelem. Kariéru zakončil na postu ředitele školy v olomouckých Hodolanech. Byl činovníkem Sokola a dobrovolným hasičem, byl jednatelem komité pro postavení Sochy Svobody odhalené v Bojkovicích v roce 1924, činný byl i v dalších spolcích včetně Československé obce legionářské.

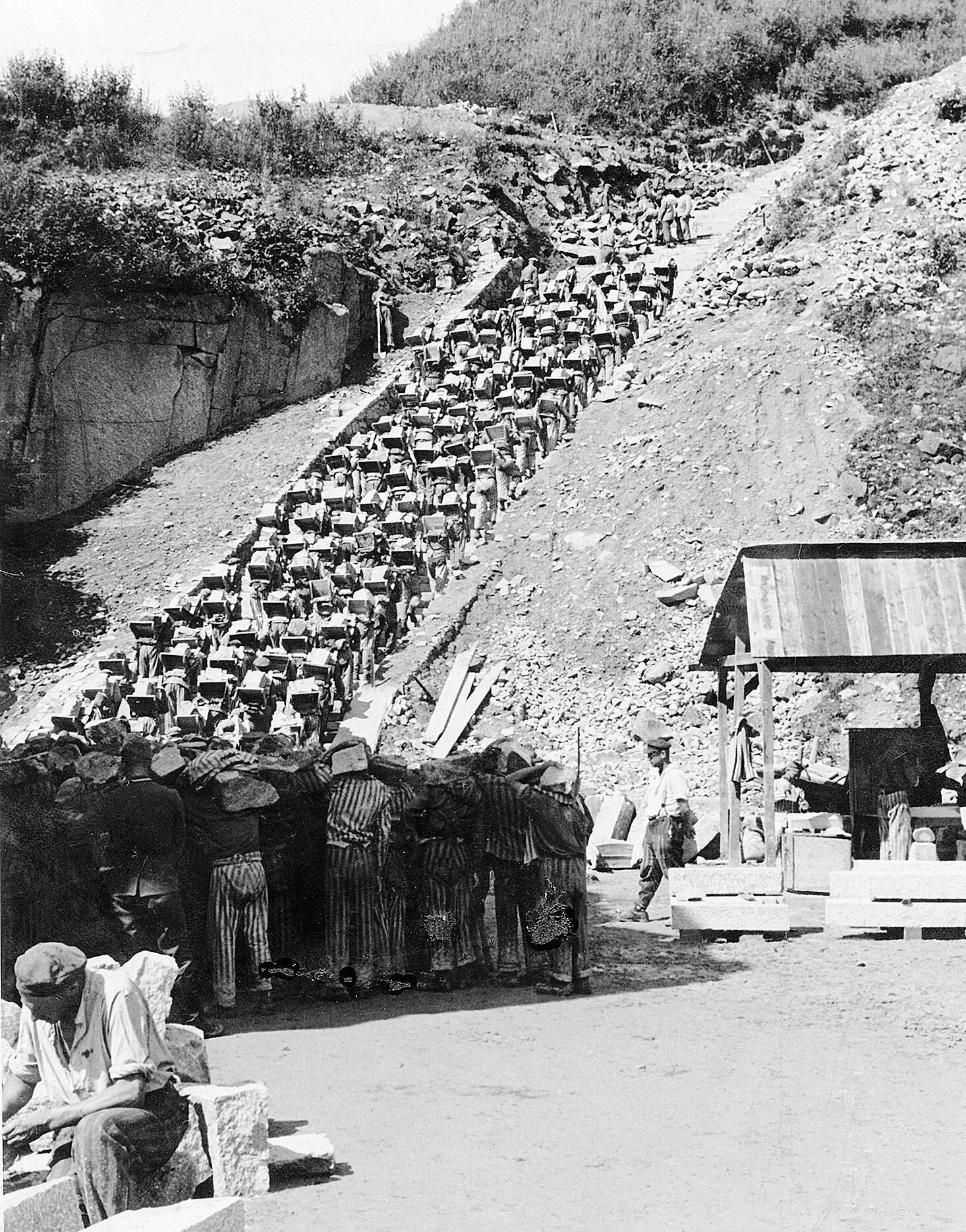
Schody v Mauthausenském kamenolomu

### Druhá světová válka
Do výslužby byl František Milička donucen odejít v březnu 1941 z důvodu působení v legiích. Zapojil se do protinacistického odboje v rámci Obrany národa a Sokola. Zatčen gestapem byl 3. prosince 1941 a poté vězněn na brněnských Kounicových kolejích. Obviněn byl z organizování odbojové skupiny, zpravodajské činnosti a šíření nelegálních tiskovin. Na začátku února 1942 byl převezen do koncentračního tábora Mauthausen. Zde zemřel 23. března 1942 oficiálně na katar tlustého střeva, podle svědectví spoluvězně však zahynul na neblaze proslulých schodech v tamním kamenolomu.

## Posmrtná ocenění
- Dne 1. 9. 2015 byla Františku Miličkovi v Bojkovicích odhalena pamětní deska